# Phare de Kya
Le phare de Kya (en norvégien: Kya fyr) est un phare côtier de la commune d'Osen, dans le comté et la région de Trøndelag (Norvège). Il est géré par l'administration côtière norvégienne (en norvégien: Kystverket).
Le phare est classé patrimoine culturel par le Riksantikvaren depuis 2000.

## Histoire
Le phare, mis en service en 1920, est situé sur la petite île de Kya  à environ 15 kilomètres au nord-ouest du village de Seter. Il est le plus septentrional de la péninsule de Fosen. Le phare de Buholmråsa est situé à proximité, plus près du continent. Il a été automatisé en 1958.
Le phare était l'un des phares les plus exposés sur la côte norvégienne en raison de sa distance du continent et du manque d'îles voisines. Le phare a subi des dommages répétés de la tempête au fil des ans. C'était aussi une tâche très difficile pour les gardiens de phare avant son automatisation en 1958. Le site  n'est accessible que par bateau.

## Description
Le phare  est une tour cylindrique en fonte de 23 mètres de haut, avec une galerie et lanterne, au-dessus d'un soubassement en pierre. La tour est totalement peinte en rouge et le soubassement en pierre brute. Il émet, à une hauteur focale de 29 mètres, un éclat blanc toutes les 10 secondes. Sa portée nominale est de 10 milles nautiques (environ 19 km).
Identifiant : ARLHS : NOR-147 ; NF-5000 - Amirauté : L1722 - NGA : 8548 .
|                      |
| Le phare (1890-1900) |

|                             |
| Le hangar à bateau du phare |

### Lien connexe
- Liste des phares de Norvège